# Cambridge Energy Research Associates
Cambridge Energy Research Associates (ou CERA) est le nom d'une entreprise d'analyse économique, de conseil et de lobbying (parfois aussi présentée comme un think-tank), œuvrant principalement aux États-Unis.
Ce groupe basé à Cambridge dans le Massachusetts est spécialisé dans le conseils pour les questions de stratégies énergétiques, de la Géopolitique du pétrole et de la géopolitique de l'énergie en général et du marché de l'énergie, auprès de compagnies privées et de gouvernements.
En 2009 l'entreprise s'est rebaptisée IHS Cambridge Energy Research Associates (ou plus simplement IHS CERA), après avoir été rachetée par IHS en 2004. IHS a ensuite racheté Markit en 2016, et pris le nom IHS Markit.
Le CERA dispose d’une équipe de consultants et lobbyistes répartis dans le monde, couvrant d'abord les domaines du marché du charbon, le marché du pétrole et du gaz, puis s'est intéressé aux questions d'énergies renouvelables. Il organise depuis plus de 35 ans un évènement annuel, le CERAWeek.

## Histoire
En 1983 l'entreprise est cofondée par Daniel Yergin, James Rosenfield et Joseph Stanislaw.
En 2004 le CERA est acheté par IHS.
En 2008, le CERA basé à Cambridge (Massachusetts) avait des bureaux à Bangkok, Pékin, Calgary, Dubaï, Johannesburg, Mexico, Moscou, Bombay, Oslo, Paris, Rio de Janeiro, San Francisco, Tokyo, et Washington DC. Cette année-là, le CERA a publié un rapport intitulé « Crossing the Divide : the Future of Clean Energy » et Yergin a perçu un « changement majeur dans l'opinion publique à l'égard des énergies propres, renforcé par la conviction croissante que les nouvelles politiques sur le carbone vont remodeler le paysage concurrentiel de l'activité énergétique mondiale ». Devant une réunion de l'Association nationale des gouverneurs (NGA) américains consacrée au thème « Faire des États-Unis un chef de file mondial en matière d'énergie propre », Yergin estime alors que si le pétrole, le gaz et le charbon (modernisé) domineront encore le marché en 2030, les renouvelables pourraient néanmoins fournir 16 % de l'électricité mondiale et de l'alimentation des transports avant cette date (2030). En 2008, il estimait que les leaders en énergies propres seraient les États-Unis, l'Union européenne et la Chine (avec le japon, l'Inde et le Brésil), et que le nucléaire et l'hydroélectricité produiraieont d'abord la moitié des énergies « propres » et que c'est ensuite l'éolien qui progressera le plus, devant le solaire et la biomasse - « en dépit des goulets d'étranglement à court terme dans la fabrication des éoliennes, des pénuries d'approvisionnement en silicium et des pressions concurrentielles liées à l'escalade des coûts des composants ».
In 2009 le CERA se rebaptise IHS Cambridge Energy Research Associates (ou IHS CERA). Ce changement s’est fait dans le cadre de l'intégration de l’entreprise sous la marque IHS alors que d’autres changements de nom se font aussi pour d'autres marques achetées par IHS, dont IHS Jane's, IHS Global Insight, IHS EViews et IHS Herold. En 2016 IHS devient IHS-Markit après avoir acheté Markit.

## Gouvernance
- Daniel Yergin est président de l’entreprise
- James Rosenfield, cofondateur, participe encore à la direction du groupe.

## Clientèle
Les principaux clients de l'entreprise sont des producteurs et de grands consommateurs d'énergie, des gouvernements, des services publics, des entreprises technologiques du domaine de l'énergie et des institutions financières.

## CERAWeek
Les clients du groupe sont invités chaque année à une conférence dite « CERAWeek » à l'hôtel Hilton Americas à Houston au Texas. Le programme de cette conférence tourne généralement autour des thèmes du pétrole, du gaz naturel, de l'énergie électrique, des énergies renouvelables et des technologies de l’énergie.
La 35e semaine CeraWeek s'est tenue en 2016.
Les discours d'ouverture de cette conférence ont été donnés par des secrétaires de l’énergie et des ministres venus d’Arabie saoudite, d'Irak, du Mexique, de Norvège et des États-Unis. Parmi d'autres orateurs importants figurent l'ancien secrétaire américain au Trésor, Robert Rubin, United States Secretary of Energy Samuel Bodman, ex Sénateur du Colorado, Gary Hart; ancien Secrétaire d’État au commerce, Donald L. Evans; ex-président de la Réserve fédérale américaine, Alan Greenspan, PDG de Microsoft, Steve Ballmer et l’ancien ancien secrétaire général de l'OPEP, Rilwanu Lukman.

## Veille sur les coûts
Pour ses besoins de veille et prospective et ceux de ses clients, le CERA (tout comme l'Agence internationale de l'énergie) s'intéresse de près aux évolutions des gisements énergétiques, mais aussi aux évolutions réglementaires (par exemple l'interdiction du fracking ferait perdre sa rentabilité aux gaz de schistes) au suivi des coûts d'investissements. Il gère pour cela un « Indice des coûts d'investissement » dit «  Upstream Capital Costs Index » qui mesure l'inflation des couts des projets d'exploration et d'exploitation de nouveaux gisements de pétrole et de gaz (+ 79 % de 2000 à 2008), et  + 200 % de 2005 à 2008.

## Position à l'égard du Pic pétrolier (Peak oil)
Alors que les débats sur le pic pétrolier et sa date s'intensifiait en 2006, le CERA a dénié son existence à court ou moyen terme, le qualifiant parfois de mythe oue légende, en se rangeant du côté des prédictions les plus optimistes en matière de ressources fossiles, prévoyant qu'un tel pic ne saurait se produire avant 2030, et ce ne serait d'ailleurs pas un "pic" mais plutôt un "plateau ondulant" ,,.
Cet avis a été critiqué par ceux qui estiment que ce pic était imminent voire qu'il est déjà passé.
L’ASPO-USA (Association for the Study of Peak Oil and Gas) a considéré que la position de CERA entachait sa crédibilité. Chris Skrebowski considered the CERA report to be a polemic that confused stocks and flows.
En juin 2008, Daniel Yergin a déclaré que les marchés ont contribué à alimenter une « psychose de la pénurie » basée sur le fait que le monde est « à court de pétrole ». Il a également décrit le coût de 120 $ à 150 $ le baril comme point de rupture pour le pétrole, où l'érosion de la demande affecterait l'augmentation des prix
En septembre 2009 des membres (chercheurs) du CERA ont prédit que le « pic de la demande en pétrole » est par contre elle déjà advenue dans le monde (dans l’OCDE au moins, probablement en 2005), et que ceci n'est pas en accord avec la théorie du pic pétrolier (qui concerne par ailleurs plutôt le côté de l'extraction et de la production que de l'offre) ; le CERA continue de croire et d'affirmer qu’il reste beaucoup de pétrole à explorer dans le sous-sol terrestre.
Concernant la demande de pointe encore attendue dans les pays développés, le CERA affirme que la demande à long terme est en train de s'affaiblir en raison des changements démographiques et socioéconomiques dans les pays développés (comme le vieillissement des populations de l'OCDE), l'amélioration de l'efficacité des transports et l'empiétement par des substituts comme les biocarburants et Gaz naturel.